# 5 Elementos
5 Elementos è un fumetto spagnolo scritto e disegnato da Jesús García Ferrer, conosciuto nel web come Jesulink, autore anche di Raruto. La serie è stata pubblicata il 24 settembre 2008 sul web come fumetto on-line e nell'ottobre del 2009 è stata affiancata ad una pubblicazione autoprodotta. 5 Elementos ha vinto tre premi: miglior manga di autore spagnolo 2010 e 2011 nell'Expomanga di Madrid, e miglior manga di autore spagnolo nel XVI salone del manga di Barcellona nel 2010.
5 Elementos presenta sotto un aspetto comico e parodistico molti aspetti comuni dei manga shōnen. In diverse occasioni viene rotta la quarta parete, facendo risaltare in maniera evidente i cliché narrativi più comuni, ad esempio la spiegazione approfondita di aspetti importanti per la storia sebbene marginali dal punto di vista dei personaggi. La comicità demenziale è proposta sia durante importanti riflessioni, sia in dinamiche scene di combattimento, senza farle stridere tra loro. Con lo sviluppo della trama la parte comica, inizialmente predominante, è ridimensionata a favore della trama e dei relativi misteri che s'infittiscono.
Lo stile grafico è molto sobrio, con pochi dettagli e caratterizzato dall'utilizzo del super deformed tipico dei manga comici.

## Universo Elementale
La serie è ambientata in un universo abitato dagli Elementali, esseri umani in grado di controllare gli elementi della natura. La natura è formata da cinque elementi base (Fuoco, Acqua, Aria, Terra, Vuoto) dai quali derivano tutti gli altri elementi: ad esempio l'elemento Luce deriva dal Fuoco, l'elemento Metallo deriva dalla Terra, l'elemento Elettricità dall'Aria. Gli elementi derivati possono a loro volta avere degli elementi derivati, ad esempio dall'elemento Metallo può derivare l'elemento Oro, Ottone, Ferro e via discorrendo. Un Elementale può controllare il proprio elemento principale e tutti gli elementi derivati, con il giusto addestramento. L'elemento Vuoto è l'unico che non possiede elementi derivati; è inoltre poco conosciuto, essendo tenuto segreto dalla famiglia reale, l'unica a possedere tale elemento.
L'universo elementale è composto da centinaia di elementi differenti, masse di energia vitale: il Fuoco è composto da moli di fuoco, controllabili dagli elementali.
Ogni Elementale possiede dalla nascita un elemento in base agli elementi dei genitori, come fosse un gene del DNA. Due genitori elemento Fuoco generano un figlio Elementale Fuoco mentre un genitore Fuoco e uno Terra generano un figlio Elementale Magma. La purezza di un elemento non determina la forza dell'Elementale, ma è l'abilità e l'esperienza maturata a definire la potenza delle tecniche. Sono possibili combinazioni di qualsiasi natura, arrivando a elementi specifici e insoliti, come Uovo, Fantasma o Carta.
Esiste infine l'Alkaest, un elemento leggendario superiore ai cinque elementi base, potenzialmente in grado di controllare tutti gli elementi derivati e quindi tutta la natura.

## Trama
La serie racconta la storia di cinque ragazzini: Kaji Fiammaviva, Elementale di Fuoco; Lluvia Acquaricca, Elementale di Alcaest (ma per molto tempo penserà di essere un Elementale di Acqua); Sokar Was, Elementale di Ombra; Matarratas Rod Rattengift, Elementale di Virus; Zap, Elementale di Fulmine.

### Saga I
Il Guardiano: Capitoli 1-7
La storia inizia nel piccolo e rurale paese di Beluga, dove la famiglia Fiammaviva si è appena trasferita. Ember, il padre di Kaji, è infatti appena diventato il guardiano del paese. A scuola Kaji stringe amicizia con Zap; i primi rapporti con gli altri tre futuri compagni sono invece molto più difficili.
Durante il primo giorno di scuola, infatti, Kaji si fa molte inimicizie e brucia involontariamente parte dell'edificio. Il preside della scuola, Dino Aquattro, Elementale di Carta, lo prende di mira da allora, incolpandolo anche di ciò che Kaji non ha palesemente commesso. Il giorno successivo Kaji sconfigge in combattimento Lluvia, considerata l'alunna più forte della scuola, rendendosi odioso ai suoi occhi.
Lo stesso giorno il tenente Adler e il soldato Anpepon si presentano nella scuola di Beluga per convocare un Labirinto, una prova per valutare il livello degli studenti. Kaji, al quale è proibito prendere parte alla prova, entra mascherato da Vaporin, un altro alunno, per aiutare i propri compagni.
Zap ha erroneamente portato all'interno del labirinto il diario appartenuto a Ken Valbrandur, capo dei 5 Elementos, affidatogli da Kaji. I 5 Elementos sono considerati dei traditori e conservare oggetti a loro appartenuti è illegale e punito con la morte. Nonostante i tentativi di Kaji per impedirlo, Lluvia, Matarratas e Sokar ne vengono a conoscenza ma decidono di mantenere il segreto.
Affrontato il nemico finale, Finalmigo, e usciti dal labirinto, si accorgono che nel villaggio sono tutti fuggiti a causa dell'apparizione di uno Yotum, un gigantesco mostro di ghiaccio. Kaji, ferito nel Labirinto da Finalmigo nel tentativo di salvare Zap, irradia un'energia sconosciuta che gli dona una potenza inaspettata; sconfigge così il mostro, prima di crollare svenuto in terra.
Dopo la sconfitta dello Yotum, il padre di Kaji torna a Beluga dopo un breve soggiorno alla capitale Leona e mostra a suo figlio un Pass Quattro, ovvero l'iscrizione all'imminente Lega Elementale. Controvoglia, Kaji è costretto a partecipare alla Lega, grazie alla quale è possibile accedere ad alcune delle cariche più alte dell'esercito.

### Saga II
La Lega Elementale: Capitoli 8-18
Kaji partecipa alla Lega Elementale costituendo col cugino Fosfito e altri ragazzi la squadra Fuoco13. Intenzionata a contrastare Kaji, Lluvia ottiene il permesso dal padre di partecipare alla Lega e forma la squadra Resto5.
Dino Aquattro, convinto che Kaji voglia soltanto saltare il compito di fine quadrimestre (chi partecipa alla Lega può evitare senza essere bocciato gli esami che si tengono in quei giorni), decide di organizzare una gita a Leona, ove si terrà la Lega; intende quindi svolgere il compito alla capitale.
Riunitisi in biblioteca, i ragazzi discutono riguardo al diario di Ken Valbrandur e ne leggono parte del contenuto, grazie alle competenze di Matarratas. Durante la Lega, Fuoco13 si scontra con Fuoco12, squadra formata da Flama, una vecchia amica innamorata di Kaji, a una partita a Calcio Elementale. Fuoco13 passa la sfida e va ai sedicesimi.
Dino decide di aiutare Kaji, nonostante mostri ancora di odiarlo, trasportandolo nel Mondofoglio: qui il ragazzo potrà allenarsi ad utilizzare il suo elemento senza distrazioni.
I Fuoco13 devono quindi affrontare i Resto5. Le due squadre iniziano la lotta; l'ultimo scontro vede Kaji contro Lluvia e termina con la vittoria della ragazza.
Per un malinteso, però, Lluvia crede che Kaji l'abbia lasciata vincere. Furiosa, rivela a dei soldati l'esistenza del diario di Ken Valbrandur e lascia un falso appunto a Kaji. Il ragazzino segue l'appunto e, assieme a Zap e Matarratas, raggiunge la vecchia locanda Altastella, dove incontra Anpepon. Dopo aver finto di aiutarli, il soldato rivela le sue vere intenzioni: egli è un Elementale di Psiche e ha intenzione di prendere il diario per sé, senza lasciare alcun testimone. Matarratas rivela inoltre a Kaji di aver scoperto che il potere speciale che ha dimostrato di possedere durante la lotta contro lo Yotum non è altro che una malattia mortale, il Virus Tramonto. Matarratas si rende inoltre conto di avere una strana capacità, fuori dal suo controllo, riesce infatti a vedere degli strani simboli attorno al corpo delle persone. Grazie all'intervento di Lluvia, i ragazzi sconfiggono il nemico; ma sarà il professor Dissanguatore a fermare del tutto Anpepon.
Dopo un lungo interrogatorio, mentre i ragazzi festeggiano il "Giorno dell'Energia", Dissanguatore uccide Anpepon.
La classe torna a Beluga.

### Saga III
Scontro Sul Monte Fischietto: Capitoli 19-31
Kaji è costretto ad assumere regolarmente un vaccino, necessario a contrastare il diffondersi del Virus Tramonto.
Dopo aver realizzato una rudimentale mappa del paese di Beluga, i ragazzi scoprono che il Monte Fischietto, acquistato dal padre di Kaji, è segnato sul diario di Ken Valbrandur.
Il tenente Adler, nel frattempo, compie delle indagini riguardo al Labirinto e scopre che il suo vero obiettivo era ottenere informazioni riguardo Matarratas.
A Beluga arriva un forestiero, Pierre Curry, che sembra conoscere Dissanguatore; a questi rivela la sua intenzione di uccidere i cinque ragazzi. A intralciarlo ci pensa Ember, che lo sconfigge grazie al Virus Tramonto che anche lui possiede.
Sul Monte Fischietto i ragazzi trovano una grotta e raggiungono un tempio appartenuto agli Antichi; qui si dividono. Kaji e Lluvia cominciano a lottare fra loro, mentre Sokar e Zap sono costretti ad affrontare un enorme serpente a guardia del tempio, Uroboros. Matarratas, intanto, incontra sua sorella Rubeola e Dissanguatore. Qui scopre che Rubeola non è davvero sua sorella e che è stato lui ad uccidere i suoi genitori, per ottenere il controllo del suo potere speciale: il Kimikoho, l'Occhio Chimico, grazie al quale è possibile vedere gli elementi che compongono ogni singolo individuo. Rubeola tenterà in tutti i modi di proteggere Matarratas, ma alla fine viene sconfitta e infettata dal nemico. Sokar e Zap, intanto, riescono a sconfiggere Uroboros; Zap scopre che l'animale ha generato una strana pietra, che decide di portare con sé. I due, ritrovatisi con Lluvia e Kaji, raggiungono Matarratas.
Lo scontro sembra a favore di Dissanguatore, ma il tempestivo intervento di Dino cambia le sorti della battaglia: Dissanguatore è sconfitto. Al termine dell'avventura inizia per i ragazzi il periodo del quadrimestre pratico, durante il quale dovranno allenarsi. Kaji raggiungerà Leona assieme a Zap, mentre Matarratas chiede a Lluvia di addestrarlo. Dino, intanto, rivela ai suoi colleghi che Lluvia è in realtà un Elementale di Alkaest.

### Saga IV
Il Dipinto Conservato a Heliopolis: Capitoli 32-46
Sono passati quattro mesi dalla partenza di Kaji e Zap; i ragazzi sono diventati più forti e hanno imparato a controllare meglio i loro poteri. Dopo un breve incontro con Lluvia e Dino, Kaji riceve un invito misterioso per la nuova Lega Elementale. Se parteciperà, infatti, l'individuo misterioso potrà contattarlo e informarlo riguardo a suo zio Benjamin, scomparso da tempo. Kaji chiede allora ai suoi amici di formare una squadra insieme e di raggiungere Leona.
Dopo una prima giornata di Lega, ove incontra la vecchia squadra Fuoco13, che è adesso sua avversaria, incontra il misterioso contatto: si tratta di Adler, che ha rinunciato alla carica di tenente e non è più nell'esercito. Dice a Kaji di chiedere informazioni riguardo ai 5 Elementos a Bombastus, un dottore citato nel diario, e applica una strana tecnica a Kaji, prima di fuggire via. A causa della tecnica, Kaji non riesce più a utilizzare i suoi poteri di Elementale di Fuoco.
Molto presto i cinque ragazzi si ritrovanno ad affrontare i ragazzi di un'altra squadra iscritta alla Lega, misteriosamente interessati a loro; scopriranno presto che eseguono gli ordini di Bombastus, intenzionato a catturare Lluvia perché Elementale di Alkaest. Kaji è costretto a scegliere se salvare Lluvia o impedire che il suo diario venga distrutto; alla fine sceglie il diario e Lluvia viene rapita e portata via. Matarratas vuole salvarla, ma Kaji insiste per cercare aiuto; così i due si affrontano. Senza i suoi poteri, Kaji ha la peggio e sviene; Matarratas corre alla ricerca di Lluvia. Anche Zap decide di seguirlo, portando con sé Sokar (morente, poiché lontano dal corpo di Lluvia). Nonostante sia in fin di vita, però, Zap fa di tutto per aiutarlo e l'Elementale d'Ombra si lega a lui.
I due raggiungono il nascondiglio di Bombastus e dopo aver affrontato alcuni dei suoi scagnozzi raggiungono le rovine nascoste sotto la superficie: Heliopolis, la capitale degli Antichi. Intanto, in un mondo onirico, Kaji fa la conoscenza di Alanka, un Demone di Fuoco che lo confonde con un certo Be e afferma di essere il suo migliore amico. Grazie allo spirito, Kaji riesce a riprendersi. Anche Matarratas ha raggiunto il nascondiglio di Bombastus ed è alla ricerca di Lluvia; non sa però che la ragazza è riuscita a liberarsi da sola.
Dopo varie peripezie, i cinque arrivano di fronte a Bombastus; Kaji affronta il più temibile dei suoi scagnozzi, un ragazzino come lui. Dopo aver lottato contro il Virus Tramonto, che ha preso il controllo del suo corpo, riacquista grazie ad Alanka il suo potere elementale e sconfigge il nemico.
Bombastus si rivela completamente folle, ma decide di aiutare, a modo suo, i cinque ragazzi. Per fare in modo che i ragazzi si fidino di lui, dona loro un recettore in grado di percepire la sua energia vitale. Inoltre, rivela a Kaji che in realtà Benjamin è in una prigione di stato e che probabilmente è a lui che apparteneva Alanka; infine chiede ai ragazzi di raggiungere nuovamente le rovine e osservare il dipinto nascosto ad Heliopolis, che rivelerà molte cose sulla faccenda. Infine, intima Kaji di far attenzione a suo padre: Ember è un uomo molto pericoloso.
I ragazzi raggiungono il dipinto; scoprono che si tratta del ritratto dei 5 Elementos. Il volto di Ken Valbrandur, però, è misteriosamente cancellato. Tornati in superficie, incontrato Dino, che decide di aiutarli ad evitare i controlli che il governo ha organizzato in città; i ragazzi scoprono inoltre che il recettore di Bombastus ha smesso di funzionare.

### Saga V
La spiaggia: Capitoli 47-61
Sono passati alcuni giorni da quando il recettore di Bombastus si è spento, e Matarattas, cercando nel diario di Ken Valbrandur riferimenti al dipinto, scopre alcune frasi su Angelo, un pittore famoso prima del Giorno Zero, in grado di disegnare qualsiasi volto dopo averlo visto una sola volta. I ragazzi decidono quindi di incamminarsi verso il Paese Corallo, dove si trova un museo dedicato all'artista. Questa volta, però, Dino decide di venire con loro, e convoca i Soldati di Dino, i membri della squadra con cui, tempo prima, vinse la Lega Elementale: Sota, sua sorella, elementale di carta, Barley, elementale di birra, e Pi, elementale di urina.
La situazione, però, precipita in fretta: inizia, infatti, un Controllo Nazionale Obbligatorio atto a scongiurare il diffondersi di un virus e i soldati si trovano in tutta la nazione; in realtà le analisi sono soltanto una copertura, ma quale sia il loro scopo non è noto (si scoprirà in seguito che il re Hangul ha scoperto dell'esistenza dell'elementale di Alcaest a Leona e sta facendo analizzare il sangue a tutta la nazione per scovarlo).
Al Paese Corallo iniziano gli scontri: i Soldati di Dino sconfiggono senza problemi i soldati plebei all'ingresso del paese, ma è fuori dal museo che iniziano i problemi. In quel piccolo paese si trovano, infatti, due tenenti e un capitano. Dopo essersi divisi il gruppo è costretto ad affrontare i tenenti: divisi, i Soldati di Dino e i ragazzi riescono comunque a sconfiggere il Tenente Bumba, in realtà un S.S., e il Tenente Cherry. Durante la lotta con quest'ultima, Matarattas viene salvato da una pietra lanciata con grande forza contro l'ufficiale, ma il giovane chimico non riesce a vedere da chi è stata lanciata.
La situazione precipita con l'arrivo del Capitano Kold Briz: in quanto suo compagno tra gli S.S., riconosce in Kaji il figlio di Ember Fiammaviva. Tra gli uomini più forti del pianeta, sconfigge senza problema i Soldati di Dino e congela i due fratelli di carta. È quando tutto sembrava finito che arriva in loro soccorso un uomo sconosciuto: si tratta del pittore Angelo che li conduce in salvo in un nascondiglio sotto terra. Seminato, Briz si prepara a telefonare a Ember.
Sotto terra, Angelo rivela la propria identità e annuncia la morte di Bombastus. Sotto gli occhi stupiti dei presenti, ridisegna, in aria, il Dipinto dei 5 Elementos: il volto di Ken Valbrandur è quello di Belenus Fiammaviva, nonno di Kaji, ufficialmente morto durante la guerra sotto i colpi del leader dei 5 Elementos. A confermare la doppia identità di Belenus è Alanka: è lui il Be con cui il demone aveva confuso Kaji quando lo incontrò la prima volta.
Alanka comincia quindi a narrare la storia di Belenus, a partire dall'infanzia: era il figlio adottivo di Noto Loftur, un soldato ribelle di Falconia dalle idee pacifiste. Già a dieci anni era in grado di sconfiggere un capitano con un bastone e di andare dal confine con lo Yotumhaim alla spiaggia di corsa. Fu sulla spiaggia che conobbe Sirona, un elementale di fuoco sua coetanea con cui, molti anni dopo, avrebbe sposato, e che trovò delle pietre stranamente incise. Indagando, scoprì che le incisioni erano lettere della lingua Antica, ormai morta, che decise di decifrare.
Un giorno, tornando a casa, trovò suo padre moribondo: alcuni soldati l'avevano seguito e attaccato. Furono due i suoi ultimi desideri: che Belenus si occupasse di Bore, il figlio neonato di Noto, e che si unisse all'esercito di Leona, per cambiarlo dall'interno, e regalò a Belenus un cognome per la famiglia che avrebbe creato con Sirona: Fiammaviva. Poiché nell'esercito di Leona nessuno era in grado di competere con lui, il beligerante e militarista Re Gylfi Hangul I lo nominò Colonnello della Divisione Rossa, ma gli disse che, per continuare a collaborare, prima o poi uno dei due sarebbe dovuto cambiare.
Alla fine, a cambiare fu il sovrano: guadagnatosi la sua fiducia, Belenus ottiene il permesso di creare un gruppo d'élite, i 5 Elementos, di cui avrebbero fatto parte i più forti guerrieri del Regno: Hôdr Arian, Jaro Hallormour, Bore Loftur, Alphonse Hangul, il figlio del re, e Belenus stesso. Lo scopo che si prefiggeva Belenus era quello di scoprire l'identità di Aya, di cui le scritte in Antico parlavano: dopo numerosi indagini e la scoperta del tempio di Beluga e di Heliopolis, decisero di salpare dalla spiaggia.
Dopo giorni di viaggio approdarono su una nuova terra e fecero amicizia con gli abitanti del Paese Macaco. Mentre erano loro ospiti, i 5 Elementos visitarono le numerose rovine antiche: nel Tempio Nero, in cui rischiarono la vita e Valbrandur venne morso da strane piante, scoprirono l'ubicazione di Aya. Quindi risalparono e, tra mille difficoltà arrivarono nel luogo in cui si trova Aya, l'albero del mondo, in cui tutta l'energia nasce e muore. Tra le sue radici trovarono un'ultima tavola, scritta migliaia di anni prima da Bifrost, in cui rivela di essere elementale d'Alkaest e che l'albero va protetto per evitare qualcosa di terribile.
Tornati a Leona e informati il re e i colonnelli, iniziarono i problemi: Kilin e il colonnello Dragone volevano sfruttare l'albero per scopi militari, mentre Belenus riteneva che l'albero dovesse essere salvaguardato e pregò Gylfi I di ascoltarlo. Alla fine, dopo molti indugi, il re concordò con Valbrandur; tuttavia, Dragone, Alphonse e il colonnello Squalo sentendo che il regno fosse minacciato, decisero di entrare in azione: Alphonse, travestito da Ken Valbrandur, uccise il proprio stesso padre.
Mentre il regno entrava nel caos, i due colonnelli traditori provarono a sconfiggere Belenus, debilitato da una sconosciuta malattia trasmessagli dalle piante, ma vennero sconfitti. Sarà quindi Kilin, ad uccidere il capo della Divisione Rossa, mentre capitani S.S. attaccavano le truppe del colonnello.
Terminato il racconto, Kaji si è reso conto della verità: loro non sono i 5 Elementos, non sono in grado di affrontare il loro stesso cammino; sarà però Lluvia a farlo tornare in sé, facendogli notare che loro, a differenza dei 5 Elementos, sono amici. I ragazzi decidono quindi di agire: troveranno Aya prima che i soldati trovino Lluvia. Il compito non si presenta facile: per oltrepassare il muro alto 30 metri e largo altrettanto servirebbe un elementale di terra. È in quel momento che Leo esce allo scoperto, rivelandosi al gruppo e dichiarando a tutti il proprio elemento: la terra.

## Personaggi

### Protagonisti

#### Kaji Fiammaviva
Kaji Fiammaviva è un Elementale di Fuoco, figlio di Ember e Karol Fiammaviva, nipote dell'ormai defunto colonnello Belenus Fiammaviva. Sebbene provenga da una famiglia di militari non vuole diventare un soldato. Nutre un forte rancore verso suo padre mentre ha una profonda stima di suo zio Benjamin, scomparso da parecchi mesi.
Ha ottime capacità combattive, ma non è bravo a fare amicizia con altre persone, causando spesso involontari litigi e discussioni. È molto polemico e determinato ad aver ragione.
Vuole dimostrare che i 5 Elementos, considerati ufficialmente dei traditori (uccisero il Re e iniziarono una guerra civile che distrusse parte del paese) furono in realtà degli eroi. Possiede il diario di Ken Valbrandur, il loro capo.
Combattendo contro un Yotum emanerà un'energia sconosciuta e dalle capacità eccezionali. In seguito scoprirà che si tratta di una malattia, il virus Tramonto, che gli ha trasmesso suo padre. Il virus Tramonto non ha una cura e conduce a morte certa.

#### Zap
Zap è un Elementale di Elettricità. Dopo aver scoperto che è orfano, Kaji decide di farlo vivere a casa sua, piuttosto che nel terribile orfanotrofio di Beluga. Non è molto intelligente, ma è un amico leale e fedele.
Tramite l'elettricità è in grado di muoversi a velocità impressionanti, senza pensare all'azione che compie. Ama i regali e i videogiochi. Interviene spesso a sproposito con giochi di parole e battute che risultano demenziali.

#### Lluvia Acquaricca
Lluvia Acquaricca è un Elementare d'Alkaest, nata elementale d'Acqua; è figlia di un ricco imprenditore e orfana di madre. Ha un fratello gemello, Nizo, col quale ha però un rapporto controverso. Il suo maestro personale è Dino Aquattro, preside della scuola. Era considerata la studentessa più forte della scuola prima della sconfitta contro Kaji.
Combatte canalizzando l'acqua nell'ombrello, emettendo un violento getto d'acqua, oppure avvolgendo la spada, presente nel manico dell'ombrello, affilandola come fosse composta da minuscole lame. È una guerriera fiera e valorosa ma molto prepotente e acida, soprattutto nei confronti di Kaji. Nonostante le iniziali ostilità, in diverse occasioni lo aiuta e collabora con lui. Non si ferma davanti a nulla, raggiungendo sempre quello che desidera.
Si scoprirà in seguito che il suo vero elemento è l'Alkaest, l'elemento base della natura. In due occasioni ha manipolato il fuoco, perdendone il controllo.

#### Sokar Was
Sokar Was è un Elementale d'Ombra, legato prima a Lluvia Acquaricca e poi a Zap (gli Elementali d'Ombra sono costretti, per sopravvivere, a legarsi a un altro Elementale, del quale sostituisce l'ombra). Proviene da una famiglia di filosofi, si veste in nero e porta una benda sugli occhi per vedere con gli occhi della mente. Suo nonno lavorò per il progetto Prophetia per scoprire i misteri della civiltà degli Antichi. A differenza di Lluvia ha un buon rapporto con Kaji, aiutandolo spontaneamente nelle sue ricerche.
Ha un carattere calmo e riflessivo. Spesso si esprime con massime e proverbi. È il più maturo e serio del gruppo. In combattimento fa largo uso di portali d'ombra in grado di teletrasportare coloro che ne entrano in contatto.
Più avanti nella serie si scopre che conosce l'Antico, la lingua del passato, insegnata dal nonno. Ha condiviso questa sua conoscenza con tutti gli altri compagni.

#### Matarratas Rod Rattengift
Matarratas Rod Rattengift è un Elementale di tipo Virus, orfano di entrambi i genitori e accudito da Rubeola, che crede essere sua sorella.
Odia i 5 Elementos perché li considera responsabili della morte di suo nonno e della distruzione delle informazioni scientifiche; ciononostante aiuta Kaji spinto dall'interesse di scoprire la verità.
È freddo, razionale e sarcastico, molto più bravo a parole che in combattimento. Il Kimikoho, l'occhio chimico, gli permette di vedere in che modo è composta la materia, analizzando in maniera perfetta tutto ciò che lo circonda e potendo modificare i composti spostando le molecole e gli atomi con le mani. Utilizza composti chimici, siringhe e ha delle competenze mediche basilari.
Gli Elementali di Virus come lui sono degli emarginati perché producono virus e malattie a contatto con le altre persone. Per questo motivo ha lavorato al progetto Alba, iniziato da suo nonno, assieme a Dissanguatore, con l'obiettivo di sintetizzare una medicina per toccare le altre persone senza ferirle.

### Personaggi Secondari

#### Studenti della Scuola
Granizo Acquaricca: elementale d'acqua, è il fratello gemello di Lluvia. Chiamato da tutti Nizo, ama prendere in giro le persone e fare scherzi, comportandosi come un bullo.
Tarantula: elementale d'ombra, legato a Nizo. Assomiglia a un ragno: ha quattro braccia e può muoversi sulle pareti.
Merdofilus Excrementus: elementale di cacca. È sporco, povero e sfortunato. Scappa piangendo ogni volta che viene discriminato per il suo elemento. È fidanzato con Milk, una ragazza conosciuta nel viaggio verso Leona. Per colpa di un enorme fraintendimento viene rapito dalla Mafia Elementale, da cui riesce a scappare grazie alla morte del suo carceriere, dovuta ad un infarto.
Roco Rocciabianca: elementale di pietra. Non ha le braccia e le mani sbucano direttamente dalle spalle. A causa di questo, non riesce a fare la maggior parte delle cose richieste a scuola. È sempre arrabbiato e urla spesso. Ha cinque fratelli.
Sauce: elementale pianta. È un'ambientalista e questo lo porta molto spesso a litigare con Matarratas. Sulla testa porta un rettile che viene confuso per un'iguana. Può parlare con le lucertole.
Arturo: elementale d'oro. È materialista, narcisista e formale. Ama il denaro e sfrutta ogni occasione per guadagnare. La sua famiglia gestisce un'azienda immobiliare.
Amor: elementale di cuore. È una ragazza eccessivamente affettuosa e per questo è odiata da tutti. Parla utilizzando molti termini giapponesi, soprattutto se ricorrenti nei manga, risultando incomprensibile ai propri compagni.
Flama Firehouse: elementale di fuoco. Amica di infanzia di Kaji, dopo aver partecipato, e perso, contro di lui alla Lega Elementale, decide di trasferirsi nel paese Beluga, per non rischiare di perdere la loro amicizia.
Chisp Fiammaviva: elementale di fuoco. Fratello minore di Kaji, è molto intelligente e vivace: già il primo giorno di scuola minaccia il proprio insegnante, asserendo che di lui si possono occupare solo sua madre, suo fratello e se stesso. In qualsiasi situazione riesce a vedere un modo per far soldi e spesso ci riesce, come quando apre una pizzeria o crea una nuova Lega degli Elementali creata dal fantomatico Colonnello Inventato (che si scoprirà poi esistere realmente).
Gafas: elementale di luce. Migliore amico e compagno d'affari di Chisp, di lui non conosciamo il vero nome: Gafas è infatti il nome datogli da Chisp nel momento in cui l'ha conosciuto.

#### Professori
Dino Aquattro: elementale di carta. È il preside della scuola di Beluga, aperta da lui stesso dopo una breve carriera come soldato, in cui raggiunse il grado di Tenente dopo aver vinto, piuttosto facilmente, la Lega Elementale coi Soldati di Dino. È un esperto combattente, tanto da competere con un Tenente S.S., e un animale da festa. È nato l'anno zero e suo padre si prese cura, oltre che di lui e sua sorella, anche di Leo, Pi e Barley, rimasti orfani a causa della guerra. Ha una particolare ostilità nei confronti di Kaji, che tuttavia addestrerà personalmente, e una predilezione per Lluvia, sua allieva fin da quando, nel giorno di inaugurazione della scuola, scoprì che la bambina era in grado di generare fuoco.
Leonardo Davin: elementale di terra. È il professore di tecnologia alla scuola di Beluga ed è un ingegnere. Ama particolarmente la birra ed è festaiolo come Dino, suo grande amico e fratello adottivo. È stato un soldato e divenne Tenente vincendo la Lega Elementale nei Soldati di Dino. Dopo aver scoperto che le teorie del padre adottivo sull'esistenza di un'altra terra oltre l'oceano, teorie che aveva sempre osteggiato dopo la morte di quest'ultimo, erano vere, farà di tutto per permettere al gruppo di Kaji e ai Soldati di Dino di attraversare il muro sulla Spiaggia e prendere il largo, arrivando a sacrificare se stesso usando il Livello 5 per tentare di uccidere (senza successo) il Capitano Briz.
Lambda: elementale di spettro. È la professoressa di teoria degli elementi alla scuola di Beluga. È una brava e responsabile professoressa, con un temperamento un po' instabile, soprattutto nei confronti di Kaji. Sebbene dica ai suoi allievi di avere 546 anni, ha solamente 68 anni, anche se ne dimostra molti meno.
Dissanguatore: elementale di virus. È il professore di chimica alla scuola di Beluga. È un personaggio ambiguo e misterioso, che trama nell'ombra. Lavora assieme a Matarratas a un progetto segreto. È interessato a ricreare Tramonto, il virus ancestrale le cui ricerche sono state proibite dal governo. Ha ingannato Matarratas per farlo partecipare a questo progetto. Uccise i genitori di Matarratas per avere il controllo del ragazzo e sul suo potere speciale, ereditato dal nonno. Attaccherà i ragazzi con l'intento di ucciderli e rapire Kaji, infetto dal virus Tramonto, ma sarà fermato da Rubeola e Dino. Si presenterà a Sebastian Rattengitf come dottor Varicella, membro della Divisione Bianca, ma la sua vera identità è quella del colonnello Ebola, comandante della Divisione Bianca scomparso dopo il Giorno Zero.
Lapicero: non è un elementale ma un robot creato da Leonardo. È il sostituto dei professori. Ha forti istinti omicidi nei confronti dei bambini, reputando appropriato l'infanticidio.
L'insegnante dei bambini: non è conosciuto né il nome né l'elemento. Insegna a Chips e gli altri bambini nella scuola di Beluga. È conosciuto come “il professore con il monopattino”, e come il più debole tra i professori.
Asterisco: non si conosce il suo elemento. È l'insegnante di fisica e matematica. Ha degli enormi occhiali ed è calvo.

#### Abitanti del Paese Beluga
Soldato Ember Fiammaviva: elementale di fuoco, è il padre di Kaji e Chisp e nuovo guardiano del Paese Beluga. Apparentemente un Soldato Plebeo intrattabile, goffo, menomato e incapace, oltre che nazionalista e razzista elementale, è in realtà un Capitano S.S. tra i più forti. Diventato Tenente S.S. già a sedici anni, allenato dal Capitano Cerino, futuro colonnello, e dai Capitani S.S. Ygor Adler, Mamuttus e Faraday, è probabilmente una delle persone più forti al mondo, oltre che una leggenda vivente tra gli S.S. Il suo carattere è in realtà dovuto ad una sua precisa scelta: dopo essere diventato S.S. decise di cambiare un po', principalmente portando oltre il limite il suo patriottismo e la fierezza verso il proprio elemento, per superare le difficoltà della doppia vita che gli si prospettava. Durante la Guerra del Giorno Zero fu accidentalmente infettato dal virus Tramonto, per cui cercherà una cura per tutta la vita, e vide morire quasi tutte le persone a cui teneva: prima i Capitani S.S. che l'avevano addestrato, poi sua madre ed infine suo padre.
Karolina Fiammaviva: elementale di fuoco, è la madre di Kaji e Chisp e moglie di Ember. Sempre allegra, si occupa molto, al contrario del marito, della casa e dei propri figli, ma anche di Zap, quando questi viene ad abitare da loro. Lavora al forno di una panetteria.
Signor Acquaricca: elementale d'acqua, è il padre di Lluvia e Nizo. È un imprenditore, proprietario delle industrie Acquaricca, e, prima dell'arrivo di Ember Fiammaviva, l'elementale più ricco della regione. La perdita del primato, unita al fatto che il guardiano, appena arrivato, ha comprato Monte Fischietto solo, almeno apparentemente, per farci dei barbecue in famiglia, gli ha fatto sviluppare un così odio profondo per Ember, che l'ha portato a liberare uno yotum, un gigante di ghiaccio, nel villaggio, per poi incolpare dei danni causati il guardiano e farlo dimettere.
Billy: assistente del signor Acquaricca e lo aiuta ad attuare il suo piano distraendo i professori e l'esercito con un falso allarme, allontanandoli dal paese.
Rubeola Rattengift: elementale di virus, è la sorella maggiore adottiva e tutrice di Matarratas. Orfana fin da piccola, fu addestrata da Dissanguatore ad essere la sorella di un neonato Matarratas, i cui genitori erano appena stati uccisi, cosicché, quando fosse cresciuto, potesse essere più facilmente sfruttato al fine di ricreare il virus Tramonto. Quando, infine, Matarratas scoprirà la verità e Dissanguatore cercherà di uccidere il ragazzo perché non più utile ai suoi scopi, Rubeola si schiererà col primo, venendo però sconfitta e gravemente ferita dal professore, per poi essere salvata da Dino e successivamente salvata dal fratello.

#### Soldati dell'Esercito
Finalmingo: non è un elementale, ma il nemico finale del labirinto creato dal soldato Anpepon, la prova alla quale sono stati sottoposti gli allievi della scuola di Beluga. Dopo aver ferito gravemente Kaji, viene sconfitto da Lluvia.
Soldato Anpepon Anatolia: elementale di psiche, sottoposto di Adler. Appare calmo e sorridente, ma si rivelerà uno spietato guerriero. Durante il labirinto scopre l'esistenza del diario di Ken Valbrandur, posseduto da dei ragazzini. Quando ritrovati nella capitale, li attaccherà per ottenere il documento e avere maggiori dettagli sull'oscuro passato. È in grado di leggere i pensieri della gente e prevedere ogni strategia dell'avversario. Viene immobilizzato dai ragazzi grazie dal piano di Matarratas e sconfitto da Dissanguatore. Quest'ultimo, di nascosto dai ragazzi, lo ucciderà dopo averlo interrogato.
Soldato Bob: elementale di tipo sconosciuto. È un soldato segreto, amico e subordinato del Colonnello Belenus Fiammaviva prima della Guerra del Giorno Zero. Tornato da una missione a nord, si prenderà cura di Benjamin, figlio minore del colonnello, mentre Ember, il figlio maggiore di Belenus, verso cui sembra provare molta ammirazione, cercava i propri superiori per ricevere istruzioni. In quell'occasione rimarrà colpito dalla maturità e dall'intelligenza del bambino, tanto che, anni dopo, riesce ad ottenere un lavoro alla prigione nella quale è rinchiuso Benjamin, soltanto per portargli del cibo e permettergli una sopravvivenza migliore di quella che sarebbe normalmente destinata ad un detenuto come Ben.
Soldato Sebastian Flu Rattengift: elementale di virus. Nonno di Matarratas, è un soldato plebeo della Divisione Bianca. Fu trasferito ai laboratori del colonnello Ebola poco tempo prima del Giorno Zero per lavorare direttamente alla creazione di Alba, vaccino che permetterebbe agli elementali di virus di toccare altri viventi senza infettarli. Grazie al Kimikoho, l'occhio chimico, riesce a realizzare il componente a lui affidato in poco tempo e a sintetizzare il tutto; è a quel punto che si accorge di aver creato il virus ancestrale Tramonto. Terrorizzato, cercherà di andarsene da lì col virus per avvisare i suoi superiori: l'unico in cui si imbatterà sarà Ember, che infetterà per sbaglio. Dopo avergli somministrato un vaccino temporaneo, manderà un messaggio alla famiglia e darà ad Ember il tempo di fuggire, affrontando Ebola in persona.
Tenente Iguel Adler: elementale di fuoco. È un tenente della Divisione Rossa dell'esercito e si occuperà della prova labirinto fatta agli allievi della scuola di Beluga. Vuole scoprire in che modo è morto suo fratello, soldato S.S. che salvò la vita a Ember durante il giorno zero. Questa indagine lo porterà a scoprire informazioni riservate e altri segreti sull'esercito, che lo convinceranno ad abbandonare l'esercito, dopo aver, con molte difficoltà, conosciuto Benjamin Fiammaviva.
Tenente Neptuno Simsegui: elementale d'acqua. È un tenente della Divisione Blu dell'esercito, abile nello spionaggio e nella raccolta d'informazioni. Aiuterà Adler nelle sue ricerche indagando su Ember. Fa parte di un'organizzazione di rivoluzionari.
Tenente Crisol: elementale di fuoco. È un S.S. tenente della Divisione Bianca assegnato da Cerino a Ember affinché studi il virus Tramonto. Prova una grande ammirazione per Fiammaviva. È lui a scoprire e a comunicare ad Ember le proprietà del virus ancestrale, tra cui l'ereditarietà. Usa spesso "super" come prefisso, soprattutto per rivolgersi a Ember, con la disapprovazione di questi. È molto stonato.
Tenente Cherry: elementale di gomma da masticare. Tenente molto giovane e ligia al dovere, la sua forza non troppo elevata è bilanciata dalle peculiari caratteristiche del suo elemento e per questo è molto convinta delle proprie capacità.
Tenente Bumba: elementale di bambù. Da poco diventato un S.S., è assegnato al Paese Corallo, non lontano dal Paese Beluga, durante il Controllo Nazionale Obbligatorio sotto il comando del Capitano Briz. Riconosce in Sota una dei membri del gruppo che assaltò la spiaggia tempo prima. Dopo la sua sconfitta contro i fratelli Aquattro e Sokar, la sua memoria verrà cancellata fino a poco prima che diventasse un Soldato Segreto, e verrà assegnato alla protezione del Muro, riaffrontando il gruppo di Kaji e perdendo di nuovo.
Capitano Pierre Curry: elementale di cristallo. È stato incaricato di uccidere i cinque protagonisti perché in possesso di materiale confidenziale sui 5 Elementos; non è conosciuto il mandante. È un ex-capitano, traditore dell'esercito. Conosce Dissanguatore con il quale ha avuto dei trascorsi in passato. È stato sconfitto da Ember nel laboratorio dentro il monte fischietto e successivamente giustiziato per tradimento.
Capitano Mamuttus: elementale di magma. Fu un capitano S.S. e uno degli istruttori di Ember quando entrò nei S.S. Morì il Giorno Zero, durante una missione per stanare il colonnello Ebola, sospettato di attività criminali, ucciso dal colonnello in persona, poco dopo essere riuscito ad avvisare i compagni che la missione era stata scoperta.
Capitano Faraday: elementale di magnete. Fu un capitano S.S. e uno degli istruttori di Ember quando entrò nei S.S. Morì il Giorno Zero, durante una missione per stanare il colonnello Ebola, sospettato di attività criminali. Farà appena in tempo ad avvisare il capitano Adler che la forza del colonnello Ebola è molto superiore a quanto precedentemente sospettato, prima di essere ucciso dal colonnello in persona.
Capitano Igor Adler: elementale di fuoco. Capitano S.S., capo istruttore di Ember e fratello maggiore di Iguel, era uno dei migliori soldati dell'esercito di Leona prima della Guerra del Giorno Zero. Guidò la missione segreta contro il colonnello Ebola, la prima di Ember come S.S. La missione fallì clamorosamente: Ebola uccise Mamuttus e Faraday e, per salvare Ember, Adler fu costretto a sacrificarsi usando un Level 5 che continuerà, anche trent'anni dopo, ad ardere, indebolendo il corpo di Ebola.
Capitano Kru Fiammarossa: elementale di fuoco. Durante la Guerra del Giorno Zero perse la gamba sinistra nella battaglia contro Jaro Hallormour. Fu in questa occasione che conobbe Benjamin Fiammaviva: il bambino lo salvò e Kru, impressionato, decise di diventare suo maestro. Nutriva forti dubbi, che disse a Ben, sulla versione ufficiale sulla Guerra del Giorno Zero e desiderava trovare la città antica di Heliopolis. Molti anni dopo, Kru e Ben, membri di una non meglio specificata organizzazione rivoluzionaria, si incontrarono in una locanda della Capitale chiamata Altastella. Lì Ben svelerà di aver trovato Heliopolis e di aver visto il dipinto coi volti dei 5 Elementos. Kru morì, presumibilmente, in quella occasione: il suo corpo fu trovato in quella stessa locanda, con addosso tracce di "oscure arti elementali". Per la sua morte fu condannato Benjamin: secondo i Saggi Elementali, Kru era in realtà un infiltrato negli ambienti in cui ancora circolavano gli ideali dei 5 Elementos e Ben lo avrebbe ucciso dopo aver scoperto la verità.
Capitano Kold Briz: elementale di ghiaccio. Capitano degli S.S., sembra provare un profondo rispetto, misto a timore, per Ember Fiammaviva; sembra conoscerlo molto bene, tanto da riconoscere subito Kaji come figlio del suo pari grado. In quanto capitano e S.S. è uno degli uomini più forti della nazione, e riesce a sconfiggere due ex-tenenti come Dino e Sota con un solo colpo.
Colonnello Cerino: elementale di fuoco. È il comandante della Divisione Rossa e, come tale, uno degli elementali più forti al mondo. In gioventù fu allievo del Colonnello Belenus Fiammaviva e fu poi maestro di Ember, figlio del suo superiore.
Colonnello Blood: elementale di sangue. È il Colonnello al comando della Divisione Bianca dell'Esercito. Prima del Giorno Zero, quando era ancora capitano, il Re gli affidò il compito di sorvegliare le azioni dell'appena promosso colonnello Ebola, sospettato dell'omicidio del predecessore, il colonnello Ascia. Fu lui a dare a Sebastian la notizia del suo trasferimento ai laboratori di Ebola.
Colonnello Tortuga: elementale di metallo. Comandante della Divisione Nera, è, come il proprio predecessore, un nazionalista guerrafondaio. Violento, aggressivo e psicopatico, è per metà una macchina.
Colonnello Inventato: elementale d'acqua. Capo della Divisione Blu del Regno di Leona.
Colonnello Belenus Fiammaviva: elementale di fuoco. Figlio adottivo di un soldato ribelle di Falconia, Noto Loftur, già a dieci anni era in grado di sconfiggere un capitano. Dopo la morte del padre si prenderà cura del neonato figlio biologico di Noto, Bore ed entrerà nell'esercito di Leona col grado di Colonnello della Divisione Rossa, visto che nessuno dei soldati del re erano in grado di competere con lui. Sarà lui ad avere l'idea di formare un gruppo di combattenti d'élite, i 5 Elementos, di cui entrerà a far parte col nome di Ken Valbrandur, con cui scoprì la verità sulla Fine del Mondo e su Aya. Morì durante la Guerra del Giorno Zero per mano del Principe di Leona Alphonse.
Colonnello Dragone: elementale di fuoco. Colonnello della Divisione Nera prima del Giorno Zero, è un nazionalista guerrafondaio che pone la grandezza del Regno di Leona di fronte a tutto, perfino alla vita del re. Sarà lui, infatti, insieme al colonnello Squalo e al Principe Alphonse, a complottare contro il Re Glyfi e contro Belenus e a causare la Guerra. Sconfitto da quest'ultimo, non se ne conosce il destino.
Colonnello Squalo: elementale d'acqua. Colonnello della Divisione Blu prima del Giorno Zero, complotterà insieme a Dragone e al Principe Alphonse il regicidio e l'uccisione del Colonnello Belenus, causando l'inizio della Guerra. Sconfitto dal capo della Divisione Rossa, non se ne conosce il destino.
Colonnello Ascia: elementale di tipo sconosciuto. Colonnello della Divisione Bianca prima del Giorno Zero, è, come Dragone e Squalo, in disaccordo con le idee e i principi di Benelus Fiammaviva. Verrà ucciso poco tempo prima del Giorno Zero, probabilmente da Ebola, che prenderà il suo posto come colonnello della Divisione Bianca.

#### Partecipanti alla Lega degli Elementi

##### Fuoco12
La squadra è sconfitta da Fuoco13 nella partita a calcio elementale, non superando le eliminatorie.
Flama Firehouse
Melon Figofiamma: elementele di Fuoco. Si considera il rivale di Kaji sebbene questo non lo conosca.
Fratelli Mark: elementali di luce.
Tipa Bona: elementale di fuoco.

##### Fuoco13
È una squadra composta dai figli degli amici di Ember. Il team è sconfitto da Resto5 nei combattimenti dei sedicesimi.
Kaji Fiammaviva
Magmuto Vulcanteso: elementale di magma. È un animale da festa, adora i vestiti firmati tanto da rifiutarsi di combattere per non sporcare la sua camicia, e fa continuamente battute sugli elementali di fuoco ed acqua.
Bombetta Giallobrillo: elementale di luce. Avendo lavorato in miniera col padre fin da giovane, non si separa mai dal suo piccone. È estremamente basso, ma, nonostante le limitazioni fisiche e grazie ad una buona dose di astuzia, è abbastanza portato per il combattimento, tanto da essere, dopo Kaji, il migliore della sua squadra.
Uap Portacenere: elementale di fuoco. È molto alto e ha dei capelli afro tanto lunghi da coprirgli gli occhi. Parla pochissimo e, a detta di Kaji, puzza di sigarette. Ha un particolare talento per il calcio elementale e per la fuga, nel caso si creasse qualche problema.
Fosforo Fiammaviva: elementale di fuoco. È cugino di Kaji (che lo chiama Fosfito) e figlio di Benjamin, da cui ha ereditato l'intelligenza e l'amore per lo studio, ma non il talento per la lotta ed il coraggio. È molto miope e piuttosto cagionevole.

##### Resto5
Lluvia entra in questa squadra comprando un pass quattro solo per riuscire a scontrarsi con Kaji.
Lluvia Acquaricca
Bruno: elementale d'acqua. Leader della squadra, è molto maschilista, tanto da non riuscire ad accettare la presenza di Lluvia in squadra, e arrogante.
Cosograsso: elementale d'uovo. Ha 42 anni e partecipa alla Lega da tantissimo tempo, fallendola sempre. Come dice il nome, è molto grasso, ed, inoltre, è estremamente rozzo.
Cosonano: elementale di pianta. Come dice il nome è molto basso.
Polo: elementale di ghiaccio. È stato costretto ad entrare nella Lega dal padre, che non vuole permettergli di fare il ballerino.

#### Soldati di Dino
Sota Aquattro: elementale di carta. Sorella di Dino, è grande amica di Lluvia e sembra capirla meglio di molti altri. Secondo il fratello, è in grado di sconfiggere qualsiasi uomo in bevute, ed è la regina del gioco e dell'inganno.
Barley: elementale di birra. È un uomo barbuto, grosso e forte fisicamente, sempre pronto alla risata e ad una bevuta. Non sembra molto intelligente, ma ripone molta fiducia in geni come Pi e Matarratas.
Pitagoras: elementale di urina. Soprannominato Pi, è un matematico. È il più intelligente e serio del gruppo, ma un tempo anche il più casinista. Attualmente ha messo la testa a posto, smesso di bere e si è sposato senza dirlo ai suoi compagni. Si vergogna del suo elemento e prova sempre a farsi passare per elementale d'acqua.

#### Abitanti di Heliopolis
Karbo: elementale di grafene. Dopo essere stato sul punto di morire, fu salvato da Bombastus, cui giurò fedeltà. Ogni parte del suo corpo, anche gli organi interni, venne successivamente ricoperto di grafene, trasformandolo in un gigante praticamente indistruttibile.
Gli Homu: sono elementali creati in laboratorio da Bombastus, che considerano loro padre. Per molti anni nessuno degli Homu creati in laboratorio sopravviveva più di un giorno, ma, finalmente, con la Prima Infornata Bombastus riuscì, in due anni, a sviluppare 27 elementali vivi. Di questi molti scapparono o morirono, e solo in 7 rimasero con lui: Hiedra, elementale di pianta, Demencio, elementale di psiche, Aironfat, elementale di ferro, e quattro gemelli, i fratelli Aisu, elementali di ghiaccio. Successivamente, nel tentativo di avvicinarsi all'Alkaest, Bombastus creò una Seconda Infornata, in cui provò a creare elementali dal doppio potere. Ne sopravvisse solo uno, Kei, elementale di fuoco e ombra.
Idrargirio: elementale di mercurio. Assistente di Bombastus durante il suo esilio ad Heliopolis, partecipa alla cattura di Lluvia, ma subito dopo corse ad informare il Re dell'esistenza dell'Alkaest e della sua cattura. Non potrà, tuttavia, rivelare i dettagli: morirà, infatti, davanti ad Alphonse, ucciso da un veleno somministratogli da Bombastus, che aveva intuito la sua intenzione di tradirlo.
Bombastus: elementale di fulmine. Era lo scienziato dei 5 Elementos, amico di Benjamin Fiammaviva, prima di tradirlo, e rivale di Ebola, il colonnello della Divisione Bianca prima della Guerra del Giorno Zero. Considera gli Homu, o Homunculus, creati da lui in laboratorio come suoi figli. Per lo stesso motivo per cui aveva provato a creare della vita artificiale, cercherà di rapire Lluvia: il suo obiettivo è infatti scoprire i segreti dell'Alkaest. Tuttavia, dopo che tutti i suoi figli vengono sconfitti dai protagonisti, e scoperto che Kaji è nipote di Benjamin, si offrirà di aiutarli. Tuttavia, prima di poter partire per Beluga, riceverà la visita del Re: prima di essere costretto a rivelare informazioni importanti, si ucciderà col veleno.

### 5 Elementos
Il gruppo dei 5 Elementos è composto da cinque Elementali:
- Ken Valbrandur: leader dei 5 Elementos, il suo vero nome è Belenus Fiammaviva, nonno di Kaji e colonnello della Divisione Rossa. È considerato il genio tra i geni: oltre alle grandi abilità combattive, conosce l'antico e ha scritto il diario ora in possesso di Kaji. Il suo elemento è il Fuoco.
- Bore Loftur: chiamato la Tigre Bianca, è il più giovane del gruppo ed è il fratello adottivo di Belenus. Il suo elemento è l'Aria.
- Aither Kilin: chiamato il Mago, la sua vera identità è quella del Principe Alphonse, figlio del Re Gylfi Hangul I di Leona e attuale Re. Il suo elemento è il Vuoto.
- Hôdr Arian: chiamato il Leviatano Blu, è alto almeno 2 metri. Il suo elemento è l'Acqua.
- Jaro Hallormour: chiamato la Tartaruga Nera, dicono che sia il miglior esperto di lucertole della storia. Il suo elemento è la Terra.

I 5 Elementos erano i migliori guerrieri del Regno di Leona (tutti e cinque riuscirono a padroneggiare al meglio tutti i 5 livelli del potere elementale prima dei 18 anni) prima della loro scomparsa il Giorno Zero, l'inizio della guerra civile. Secondo la storia ufficiale tradirono il Re per ottenere un immenso tesoro, ma diverse persone, tra le quali Kaji, Anpepon e altri rivoluzionari, affermano che si tratti di una montatura per nascondere una verità scomoda. Entrambe le versioni possono essere considerate in parte veritiere: a tradire il Re e i suoi compagni fu il solo Aither Kilin, che, facendosi passare per Ken Valbrandur, uccise suo padre e il Colonnello Belenus, per poi salire al trono.
A causare tutto ciò fu la "grande avventura" compiuta dai cinque: scoprirono, infatti, l'esistenza di altri regni oltre il mare e di Aya, un enorme albero dagli enormi poteri che Kilin voleva usare come arma a favore del Regno di Leona.

## Potere elementale
Il potere elementale è in grado di manipolare uno specifico elemento della natura tramite l'energia vitale, controllata dal cervello dell'Elementale. L'unita di misura della quantità di elementi è la mole.
Il controllo del potere elementale è suddiviso in 5 livelli:
- Level 1: l'elemento viene controllato a contatto con il proprio corpo; utilizzato per scopi difensivi o di potenziamento.
- Level 2: l'elemento viene emesso all'esterno del proprio corpo, manipolando l'ambiente a distanza; utilizzato per attacchi a distanza.
- Level 3: l'elemento viene controllato in un'arma, rivestendola dell'elemento; è considerato il level 1 applicato a un oggetto esterno.
- Level 4: l'elemento viene emesso dall'arma, generando un'esplosione a grandissima distanza; è considerato un level 2 applicato a un oggetto esterno.
- Level 5: il magnetismo dell'elementale viene rotto, l'energia viene liberata in un'esplosione atomica e l'utilizzatore si trasforma nel proprio elemento. Ebola afferma che è impossibile riunire le particelle disperse e che, quindi, la conseguenza del level 5 è la morte; tuttavia Re Alphonse sopravvisse al suo utilizzo nel Tempio Nero.

I livelli indicano la forma del controllo del potere elementale, non la potenza controllata: un level 1 di un Elementale esperto può battere un level 3 di un principiante.
È presente un level A la cui spiegazione non è approfondita: consiste nell'invocazione del potere elementale di un animale, comportando la materializzazione di un animale elementale oppure la parziale trasformazione in un animale elementale.

## Geografia
Il mondo di 5 Elementos è composto da due continenti, separati da un mare. I due continenti hanno una forma particolare, che lascia intendere che, un tempo, fossero uniti.
La maggior parte degli avvenimenti del fumetto avvengono nel continente a est del mare, in un regno diviso in sette regioni, che prima della Guerra del Giorno Zero erano regni indipendenti. Le regioni sono le seguenti:
- Falconia: regione a nord, associata all'elemento aria; Alturas è la capitale.
- Caldera: regione a nord-est, associata all'elemento fuoco; Honsen è la capitale.
- Aquarela: regione a ovest, associata all'elemento acqua; Lago Azul è la capitale.
- Baiena: regione a ovest, associata all'elemento acqua; Lechera è la capitale.
- Leona: regione a est, associata all'elemento fuoco; Leona è la capitale dell'intero regno.
- Rocosa: regione a sud-est, associata all'elemento terra; Minas Doradas è la capitale.
- Reptilia: regione a sud, associata all'elemento terra; Flora è la capitale.

Oltre, naturalmente, al mare, il regno ha un altro confine naturale: a nord, est e sud si estende, infatti, lo Yotumhaim, la regione montuosa popolata dagli Yotum, giganti elementali.
Il continente a ovest della Fine è invece diviso in quattro regni, di cui si hanno però poche informazioni:
- Ninbo: regno a nord.
- Kaliza: il regno che occupa la maggior parte del continente.
- Magmas: regno a ovest.
- Cocoa: regno a sud.

Anche in questo caso, esiste, oltre al mare, un altro confine naturale, e si tratta sempre dello Yotumhaim, che si estende a nord, ovest e sud dei quattro regni.
L'oceano tra i continenti è chiamato la Fine del Mondo, poiché è considerato un confine che nessuno può attraversare. Al centro dell'oceano si trova una nebbia tanto fitta che nemmeno un elementale d'aria potente come Bore Loftur poté diradarla. Da entrambi i lati dal mare si narrano leggende che parlano di terre ed elementali al di là del mare, e numerosi furono i tentativi di attraversarlo. Che si sappia, gli unici ad esserci riusciti furono i 5 Elementos. Per nascondere le scoperte fatte da questi oltre l'oceano, dopo il Giorno Zero, il nuovo re ha costruito, lungo la spiaggia, il gran muro di confine, alto 30 metri e largo altrettanto, proteggendolo con la Divisione Nera dell'esercito, definendola una zona proibita. La scienza ufficiale reputa impossibile la navigazione attraverso la Fine.

## Esercito
L'intero regno è controllato dai soldati dell'esercito del nuovo Re, presenti in ogni cittadina dal “giorno zero”. La gerarchia dell'esercito è strutturata in diversi gradi. Per essere promossi a tenente o superiore è necessario vincere la lega elementale.
- Grado Plebeo: soldati semplici dagli incarichi disparati, come guardiani di piccoli paesi, vigilanti, agenti del traffico. Si può diventare soldati plebei semplicemente frequentando una scuola per soldati o vincendo la Lega Elementale.
- Grado Tenente: per essere promossi a Tenente bisogna vincere la Lega Elementale.
- Grado Capitano.
- Grado Colonnello: grado più elevato nel esercito escluso il Re, sono quattro e ognuno di loro è posto al comando di una delle Divisioni in cui è diviso l'esercito.
- Re.

In parallelo rispetto alla gerarchia dell'esercito ci sono gli S.S., soldati segreti, sotto il diretto controllo del Re che si distinguono per la loro forza e capacità di combattimento. Solo i colonnelli e il Re conoscono l'esistenza di questa divisione: solitamente sono ufficialmente considerati come soldati plebei o ritirati dall'esercito, anche se si conoscono Capitani e Tenenti, come il Capitano Briz, che, nonostante siano membri dell'esercito regolare, sono anche S.S.
L'esercito è suddiviso in quattro divisioni, ognuna delle quali è gestita da un colonnello.
- Divisione Rossa: è la divisione più numerosa, composta da soldati, guardie, agenti del traffico, ecc.
- Divisione Blu: è la divisione di spionaggio, di raccolta informazioni, addestrata per compiere infiltrazioni.
- Divisione Nera: è la divisione di soldati specializzati nella difesa, competenti nella creazione di costruzioni difensive e di armi ad attacchi a distanza.
- Divisione Bianca: è la divisione di medici e scienziati.

## Gli Antichi
Gli Antichi sono una società di Elementali vissuti più di 5.000 anni prima, dei quali si hanno pochissime informazioni. Il progetto Prophetia, guidato dal nonno di Sokar, aveva come obiettivo quello di scoprire il mistero degli antichi e decifrare la loro lingua, l'Antico, composta da geroglifici. Il progetto fu rinnegato dal governo affermando che i geroglifici in realtà fossero un falso, occultando i pochi documenti redatti. La lingua Antico, tuttavia, è arrivata fino ai giorni d'oggi ed è conosciuta da Sokar e Lluvia.
Il Diario di Ken Valbrandur, leader dei 5 Elementos, è scritto in Antico.

## Eventi Importanti

### Giorno Zero
Il giorno zero è la data in cui, circa trent'anni prima dell'inizio della narrazione, morì il Re di Leona Gylfi Hangul I, scatenando una furiosa guerra civile in seno allo stesso esercito e lo sterminio degli elementali puri di aria e di terra. Le conseguenze di tale ribellione furono la costruzione del gran muro di confine dall'oceano, la caccia agli scienziati e una regressione nella scienza a causa della distruzione di laboratori scientifici e migliaia di documenti.
Terminata la guerra, i Re di tutti i regni cedettero la propria sovranità al nuovo Re di Leona. Dopo la sua ascesa, il nuovo Re ordinò la distruzione di molti libri con la giustificazione della costruzione di una nuova nazione prospera. I testi attualmente a disposizione sono poco scientifici o inaffidabili. Questa censura è stata alleviata dalla possibilità di accedere a parte dell'informazione, presente nella biblioteca militare, e alle distrazioni offerte dal governo, come la lega degli elementi.
La storia ufficiale afferma che furono i 5 Elementos a uccidere il Re e i suoi colonnelli. Tuttavia sono molte le persone che, di nascosto, dubitano di questa versione: per esempio, il soldato Anpepon afferma, dopo essere stato sconfitto dai protagonisti, che la storia è una menzogna e non sono stati i 5 Elementos a uccidere il Re, ma altre persone, non specificate. Ciò che accadde fu, infatti, piuttosto diverso dalla realtà ufficiale: a compiere il regicidio fu solo uno dei 5 Elementos, Alphonse, il figlio del re, col sostegno dei colonnelli Dragone e Squalo, comandanti delle Divisioni Nera e Blu. Dopo la morte del Re Gylfi, i colonnelli traditori provarono ad uccidere il colonnello della Divisione Rossa Belenus Fiammaviva, cercando di approfittare di una malattia che lo aveva debilitato, ma vennero sconfitti. Sarà però Alphonse, travestito da Ken Valbrandur, ad uccidere Belenus davanti agli occhi dei suoi uomini. Morto anche il più potente tra i soldati del Re, nulla poteva più fermare la guerra: i soldati della Divisione Rossa furono attaccati da capitani S.S., il colonnello Ebola, dopo un combattimento col Capitano S.S. Igor Adler, fu creduto morto per molti anni e i suoi laboratori vennero distrutti in circostanze misteriose, Arian e Hallormour scomparvero dopo la battaglia, di Loftur non se ne conosce né il ruolo nella guerra né il destino dopo il Giorno Zero, gli elementali di aria e terra furono sterminati.
Il casus belli fu il ritrovamento di Aya e delle terre oltre la Fine del Mondo ad opera dei 5 Elementos. Valbrandur e compagni scoprirono, infatti, che Aya è un enorme e antichissimo frassino, un guardiano della natura e del suo equilibrio, portatore di un'enorme energia: quando Arian ruppe un ramo, l'energia sprigionata fu capace di mettere al tappeto Belenus per diversi minuti. Inoltre trovarono terre occupate da Regni simili a quello di Leona e scoprirono che i loro sovrani, o almeno quello di Nimbo, erano a conoscenza di Aya. Fu questo, soprattutto, che spaventò il colonnello Dragone: temeva che i regni oltre l'oceano potessero usare il potere di Aya per sconfiggere il Regno di Leona e sosteneva la necessità di sfruttare l'albero per aumentare il potenziale bellico del Regno, trovando la ferma opposizione di Valbrandur, che temeva che ciò avrebbe causato catastrofi nel mondo elementale. Dopo un lungo periodo di riflessione, Gylfi I diede ragione a Fiammaviva, causando la rabbia del figlio e degli altri colonnelli.

### Il giorno dell'energia
Il giorno dell'energia è il giorno nell'anno che presenta il più alto livello energetico della natura e per questo viene festeggiato da tutti gli Elementali con feste in tutto il paese, fuochi d'artificio e grandi fuochi, oltre che a sostanziosi banchetti. È tradizione che i ragazzi si vestino in nero mentre le ragazze in bianco.
Esiste inoltre l'usanza di scambiarsi delle bamboline di carta fatte a mano, da dare a chi vuoi bene, come simbolo d'affetto, d'amicizia o per dire qualcosa d'importante. È possibile scambiarne solamente una.

### La lega elementale
La lega elementale è l'evento sportivo più importante nel mondo dei 5 Elementos, indetto una volta l'anno. Si tratti di un torneo a squadre istituito dall'esercito per mettere a prova le doti fisiche e mentali degli atleti. Per partecipare alla lega è necessario avere un Pass Quattro e una squadra di quattro compagni. Vincendo la lega elementale è possibile accedere alle alte cariche dell'esercito, da tenente in su.
La lega è strutturata in diversi turni.
- Prova Eliminatoria: riduce il numero di partecipanti e li smista in 4 gruppi; solo 8 team ogni gruppo potrà accedere al turno successivo.
- Sedicesimi: è un combattimento tra team, si svolge uno contro uno ed è possibile sostituire il combattente se sconfitto; sono previsti fino a tre cambi.
- Ottavi: è una sfida segreta che varia in base al caso. Non presentato nel fumetto.
- Quarti: è una sfida segreta che varia in base al caso. Non presentato nel fumetto.
- Semifinale: è una sfida segreta che varia in base al caso. Non presentato nel fumetto.
- Finale: è un combattimento. Non presentato nel fumetto.

Le prove sono scelte tramite una slot machine. Alcune prove presentate nel fumetto sono la caccia al pinguino carnivoro, un esame scritto e calcio elementale.
La lega elementale termina il giorno dell'energia.

#### Calcio elementale
Il calcio elementale è uno sport diffuso nel mondo dei 5 Elementos. Segue le regole del calcio a 5 con due variazioni: l'utilizzo del potere elementale e l'introduzione della figura del francotiratore.
Il pallone, se toccato da un Elementale, acquisisce per 3 secondi gli effetti dell'elemento. In campo solo un giocatore per ogni squadra può utilizzare i propri poteri, non offensivi, all'interno del campo; non è concesso utilizzare in modo violento i propri poteri contro gli avversari.
Il francotiratore è un giocatore che sta nella francotiratozona, esterna il campo da gioco, e non può toccare il pallone, ma può usare il proprio potere elementale sul campo e sugli altri giocatori. Non è considerato un giocatore in campo, quindi può utilizzare i propri poteri contemporaneamente a un altro giocatore della stessa squadra.

## Allusioni aRaruto
In ogni capitolo di 5 Elementos c'è almeno un piccolo riferimento a Raruto, un altro fumetto pubblicato da Jesulink.
- L'orologio della scuola di Beluga è graficamente identico all'"orologio disegnato" con una penna, battuta ricorrente di Raruto e di altri personaggi quando arrivano in ritardo.
- Lapicero, il robot di Dino, ha un nome simile a Rotulator, evocazione di Raruto (in spagnolo entrambi significano penna).
- L'assistente di Acquaricca, Billy, è un personaggio tratto da “Raruto: viaggio al paese bianco bianco”.
- Il disegno del biglietto da visita di Gafas è lo stesso presente nella maglietta di Raruto da piccolo.
- La marionetta Kakamaru appare in un barattolo nel laboratorio di Matarratas.
- È presente Torrojamaru tra i partecipanti del Labirinto.
- Lo scarabocchio nella cartellina di Adler è uguale a quello fatto da Churruda nel primo capitolo di Raruto.
- Nel vapore si può distinguere il simbolo di Torroja.
- L'assistente di Acquaricca si maschera con gli stessi baffi del padre di Cody, una pulce ribelle di Nino.
- L'onomatopea dell'ultima vignetta presenta la scritta Simba, il nome di un personaggio di Raruto.
- Il leccalecca di Raruto vola verso l'alto.
- Mano-chan, la marionetta di Raruto, è nello zaino di Matarratas.
- Nella scheda di Arturo c'è il simbolo di Torroja.
- La marionetta Kakamaru appare dalla finestra.
- Nel negozio della fiera c'è una maschera di Raruto.
- Tra la folla s'intravede il cappello del bossazza.
- Kaji si arrabbia come Rata, urlando “BUAA”.
- Matarratas dice “l'ho rubato a un bambino” per giustificarsi, come Raruto.
- Simba appare nel parco a passeggiare.
- I tre ninja-filler di Torroja sono bocciati anche alla lega elementale.
- Tra la folla c'è qualcuno con il giubbotto da super-ninja.
- Nel blocco note di Gafas c'è scritto “Raruto” in giapponese.
- La tenda della gelateria è uguale alla tenda del banco del Ramen di Raruto.
- C'è Hamtaro, un personaggio di Raruto, nella sfera-gabbia della corsa campestre.
- Kaji parla di tigri mal disegnate, presenti in Raruto.
- La mini-roulette è presente nella terza prova dell'esame per diventare super-ninja e ha i simboli di Torroja.
- Larry è presente nel pubblico.
- In cartoleria, un topo è seduto sopra il libro “Il ninja che mi piantò la sua katana”, il libro scritto da Sinyaya.
- Kaji ripete la frase detta a Rata “Nessuno vuole fare il portiere”.
- C'è una sfera poke nella maglia di un passante.
- Gordi appare ad Acqualandia.
- Kakasì, maestro di Raruto, appare travestito da soldato.
- Dino, in bagno, legge un volume di Raruto.
- Zap s'immagina l'Elementare uovo inciampare a causa della marionetta di Simba.
- Tra il pubblico c'è un personaggio sconosciuto vestito da Chochimaru.
- Mentre Kaji fa il katai, appare l'occhio, presente nel capitolo 3 di Raruto.
- L'onomatopea di una vignetta presenta la scritta Kakasì, maestro di Raruto.
- Nel pubblico è presente una persona con una bandana decorata con il simbolo di Torroja.
- Zap utilizza la tecnica per fare il morto, come Raruto.
- Il simbolo di Torroja è presente nel fuoco.
- Nella parete c'è un poster con Raruto.
- Appare il cane Bocadillo Shake.
- Nei libri è presente il volto di Raruto stilizzato.
- Nel rapporto di Matarratas, in mano ad Adler, le lettere in fondo compongono la parola "Raruto".
- L'occhio appare in una boccia di vetro, nella libreria di Matarratas.
- Nella libreria di Matarratas è presente il libro “Tutto Raruto”.
- Nel giornale letto dal padre di Sokar c'è un articolo che parla del furto di Lattuga, causato da Raruto.
- Il simbolo di Torroja appare in una boccia su una mensola.
- Flora, amica di Raruto, è una fan di Carlitos.
- Il simbolo di Torroja appare come venatura in un bastone.
- In un poster c'è la scritta “Simba è gay”.
- Le lettere manipolate tramite l'idrolettura compongono la parola “raruto”.
- Mano-chan è presente nella scrivania di Adler.
- Tra i simboli che compongono un assistente di Ebola è presente anche il simbolo di Torroja.
- Tra i simboli che compongono il ragno assistente di Ebola è presente anche il simbolo di Torroja.
- Sokar dice "Sento una presenza" proprio come Raruto

## Video
Per ogni stagione dei 5 Elementos è stata pubblicata una sigla d'apertura, tipica degli anime   . La particolarità dei video sono i sottotitoli che non traducono le parole della canzone, ma inventano un nuovo testo utilizzando a piene mani eventuali similitudini tra le parole giapponesi e quelle spagnole, soprattutto se oscene.